# Clyde FC
Clyde FC är en skotsk fotbollsklubb från Glasgow bildad 1877. Klubben spelar sina hemmamatcher på Broadwood Stadium i Westfield, Cumbernauld. De tillhör Scottish League One, nivå tre i ligasystemet.

## Meriter
- Scottish League Division One – 3:a 1908/1909, 1911/1912, 1966/1967
- Scottish League Division Two – Mästare 1904/1905, 1951/1952, 1956/1957, 1961/1962, 1972/1973
- Scottish League Division Three – Mästare 1977–78, 1981–82, 1992–93, 1999–2000
- Scottish Cup – Vinnare 1938–39, 1954–55, 1957–58 Final 1909–10, 1911–12, 1948–49
- Scottish Challenge Cup – Final 2006/2007